# 西蔵北路駅
座標: 北緯31度16分3秒 東経121度28分1秒 / 北緯31.26750度 東経121.46694度
西蔵北路駅（せいぞうほくろえき）は上海市静安区に位置する上海地下鉄8号線の駅である。

## 駅構造
島式ホーム1面2線を有する地下駅。

## 歴史
- 2007年12月29日 - 開業。

## 隣の駅
上海軌道交通
■8号線
虹口足球場駅 - 西蔵北路駅 - 中興路駅